# Chobowicze

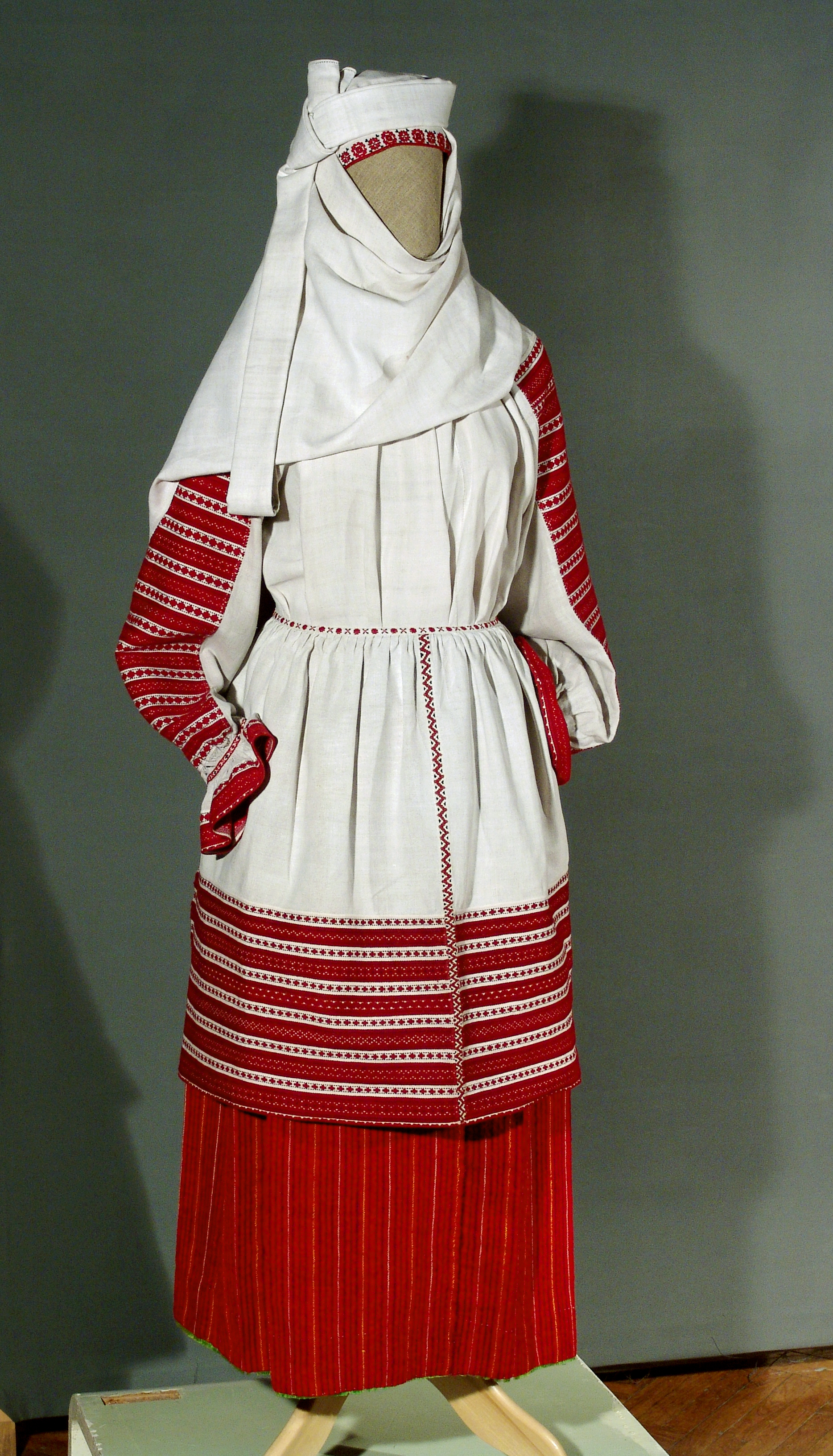
Tradycyjny żeński odświętny wiejski strój ludowy z okolic Kobrynia w muzeum regionalnym w Chobowiczach

Chobowicze (biał. Хабовічы, Chabowiczy) – wieś na Białorusi, w rejonie kobryńskim obwodu brzeskiego. Miejscowość wchodzi w skład sielsowietu Dywin. 
Wieś królewska położona była w końcu XVIII wieku w ekonomii brzeskiej w powiecie brzeskolitewskim województwa brzeskolitewskiego. 

## Zabytki
We wsi stoi drewniana bogato zdobiona parafialna cerkiew prawosławna pw. Opieki Matki Bożej z 1899 roku.